# Leucosolenia eustephana
Leucosolenia eustephana är en svampdjursart som beskrevs av Ernst Haeckel 1872. Leucosolenia eustephana ingår i släktet Leucosolenia och familjen Leucosoleniidae.
Artens utbredningsområde är havet utanför Sydafrika. Inga underarter finns listade i Catalogue of Life.